# 小希
《小希》（日语： Mare），是NHK於2015年3月30日至9月26日播出的第92部晨間小說連續劇，由土屋太鳳主演。

## 企劃製作
故事敘述立志成為點心師傅為目標的女孩小希，努力學習甜點製作的技藝，先在故鄉開設蛋糕店，以此作為事業的起點，進而達成最終目標的詳細經過。全劇以石川縣能登地方的輪島市與神奈川縣橫濱市為主要舞台。劇中的虛構地名「外浦村」是以輪島市為設定原型。
劇本為篠崎繪里子親自執筆的原創作品。首集時代設定於1994年，女主角年齡為11歲。
2014年4月24日於NHK舉辦製作發表會，之後舉辦女主角的選角試鏡，土屋太鳳從2020人之中脫穎而出，7月31日正式宣布女主角津村希由土屋太鳳擔當演出。2014年10月7日於石川縣輪島市開拍。同月29日於鄰近輪島市的珠洲市取景拍攝。
番外篇前篇「我與她的夏日藍調」及後篇「一子之戀〜洋一郎25年歲的決定〜」分別於BS Premium，2015年10月24日19:00－19:54及2015年10月31日19:00－19:54播出。

## 拍攝地點

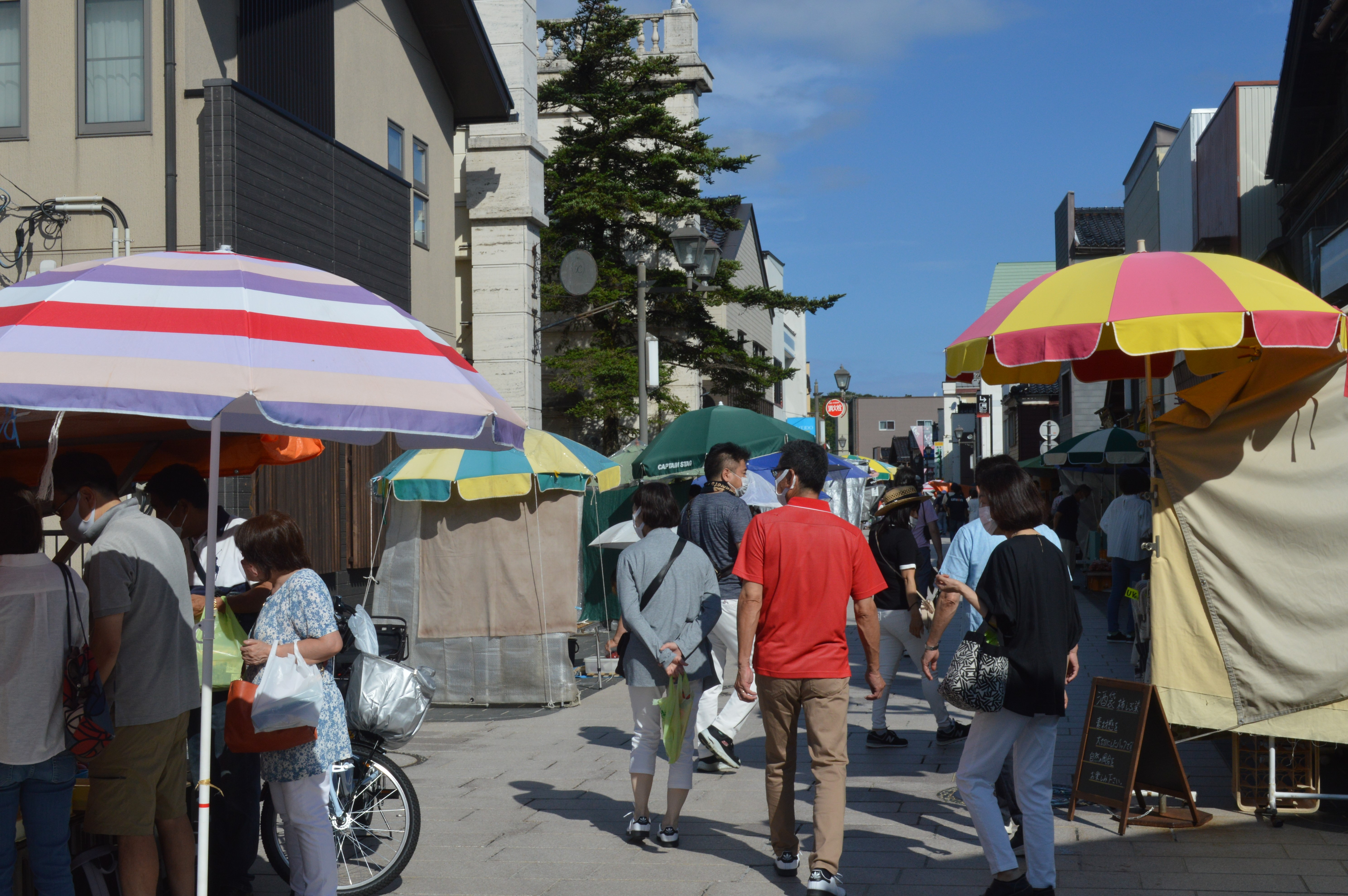
輪島朝市（第2週）
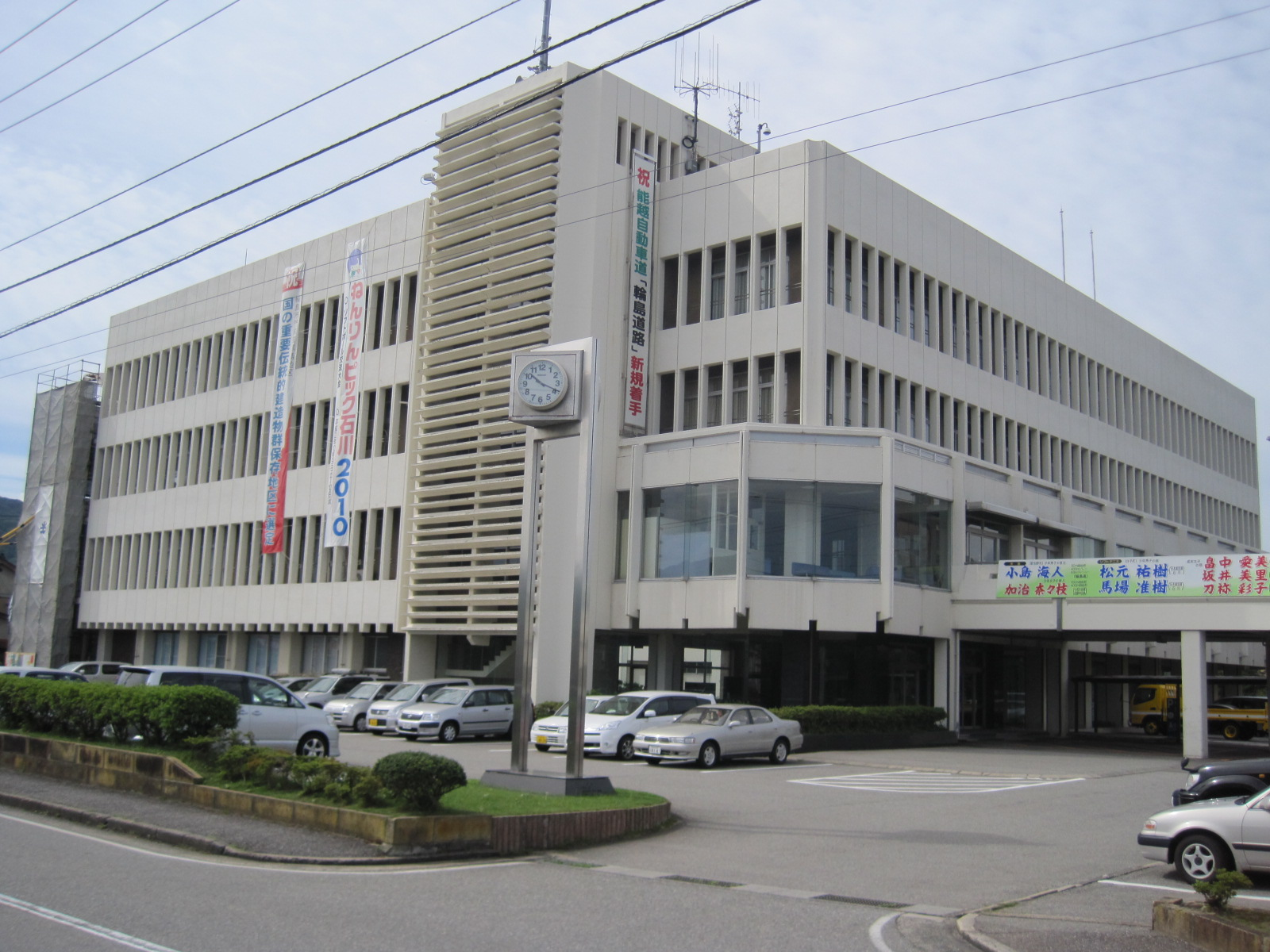
輪島市公所（第3週）
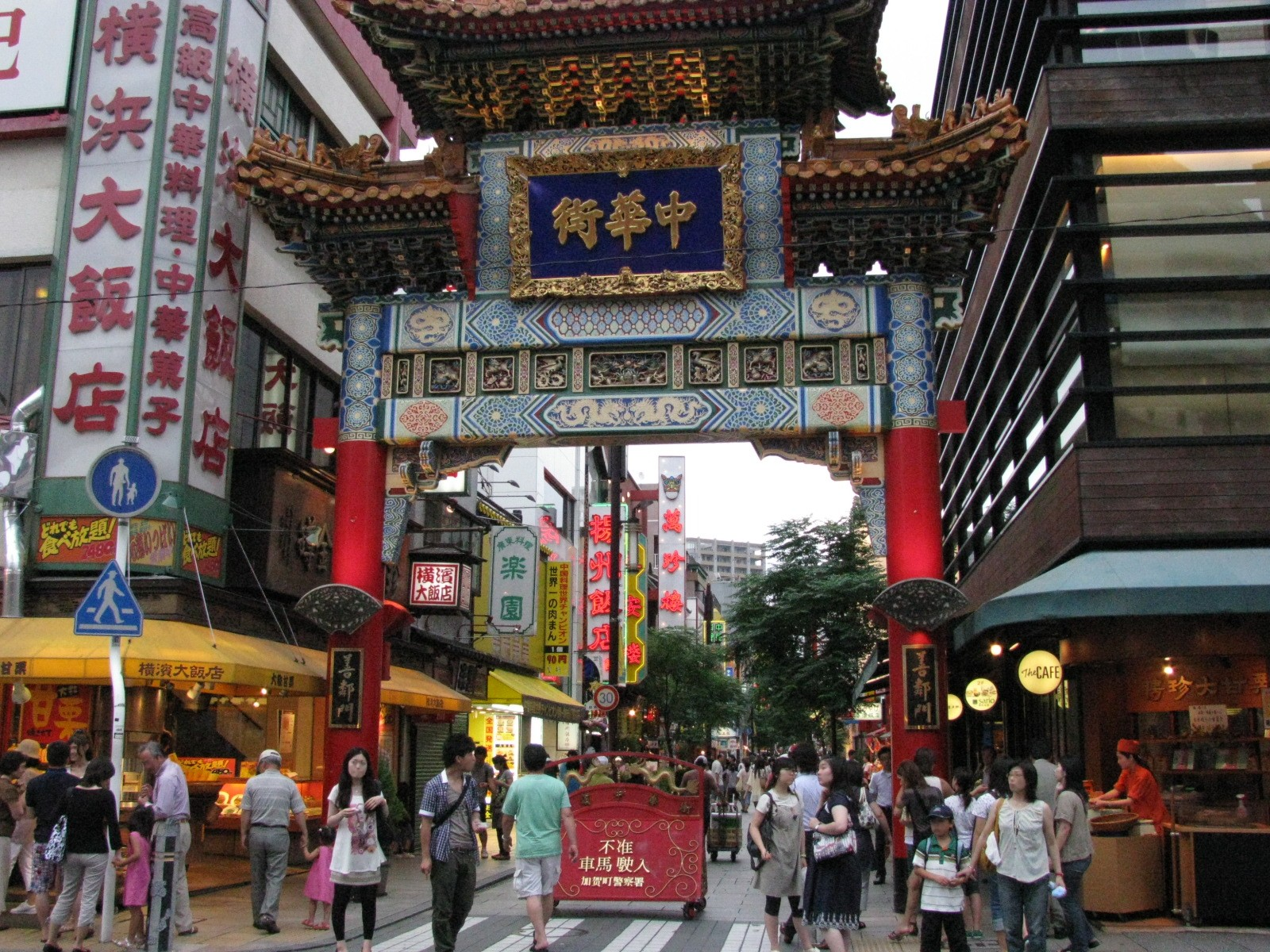
橫濱中華街（第7週－）
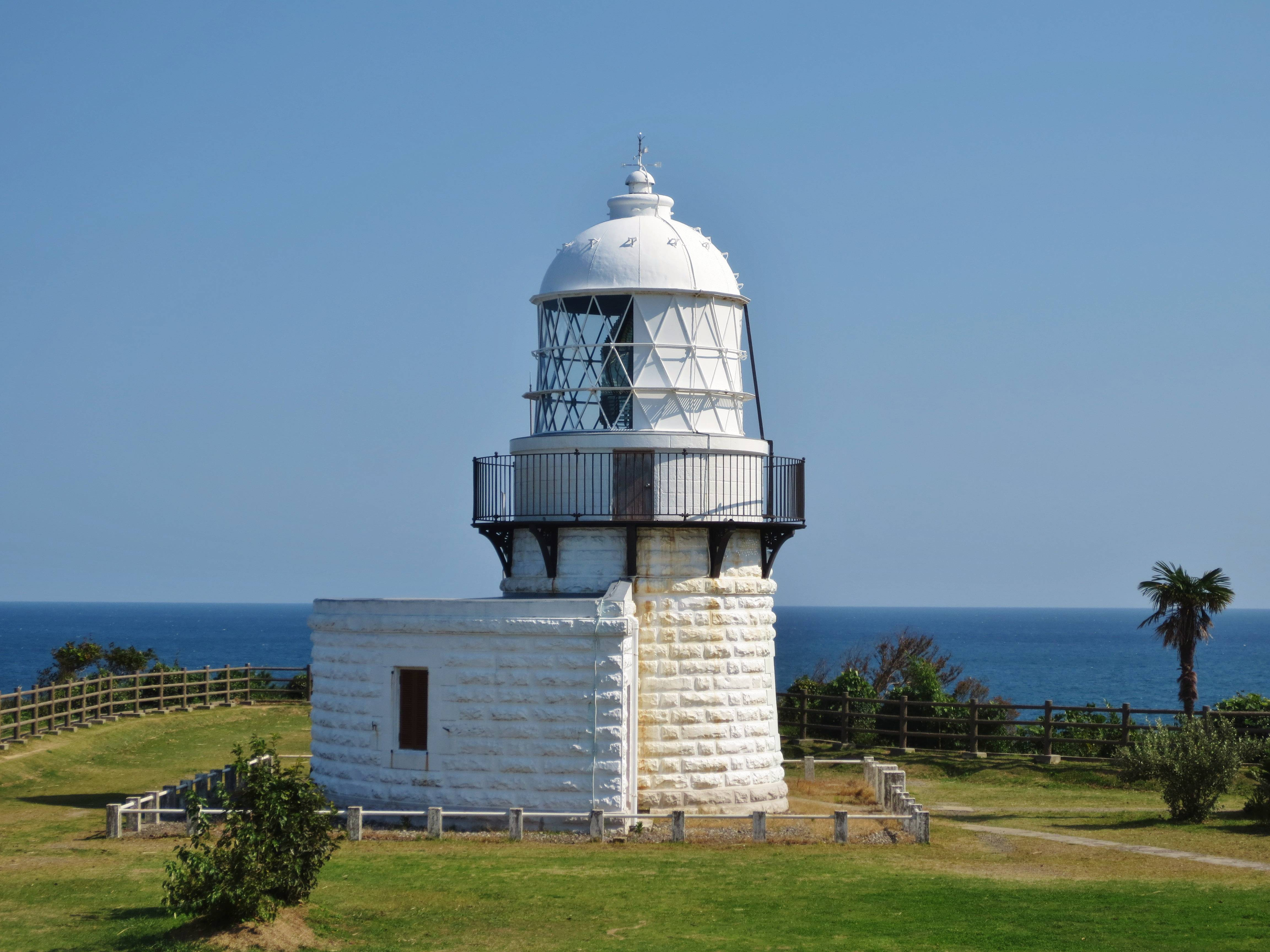
祿剛埼燈塔
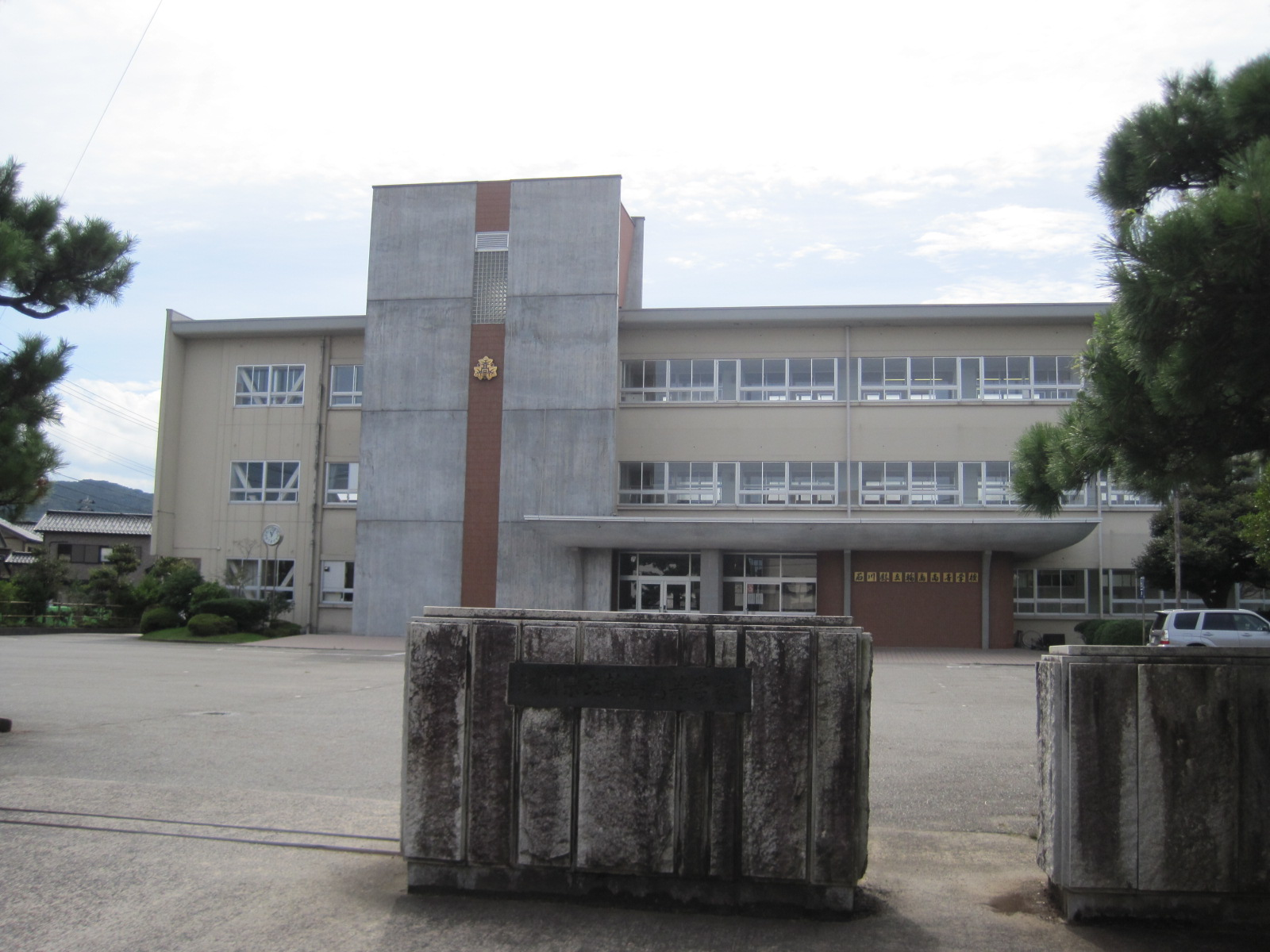
石川縣立輪島高等學校
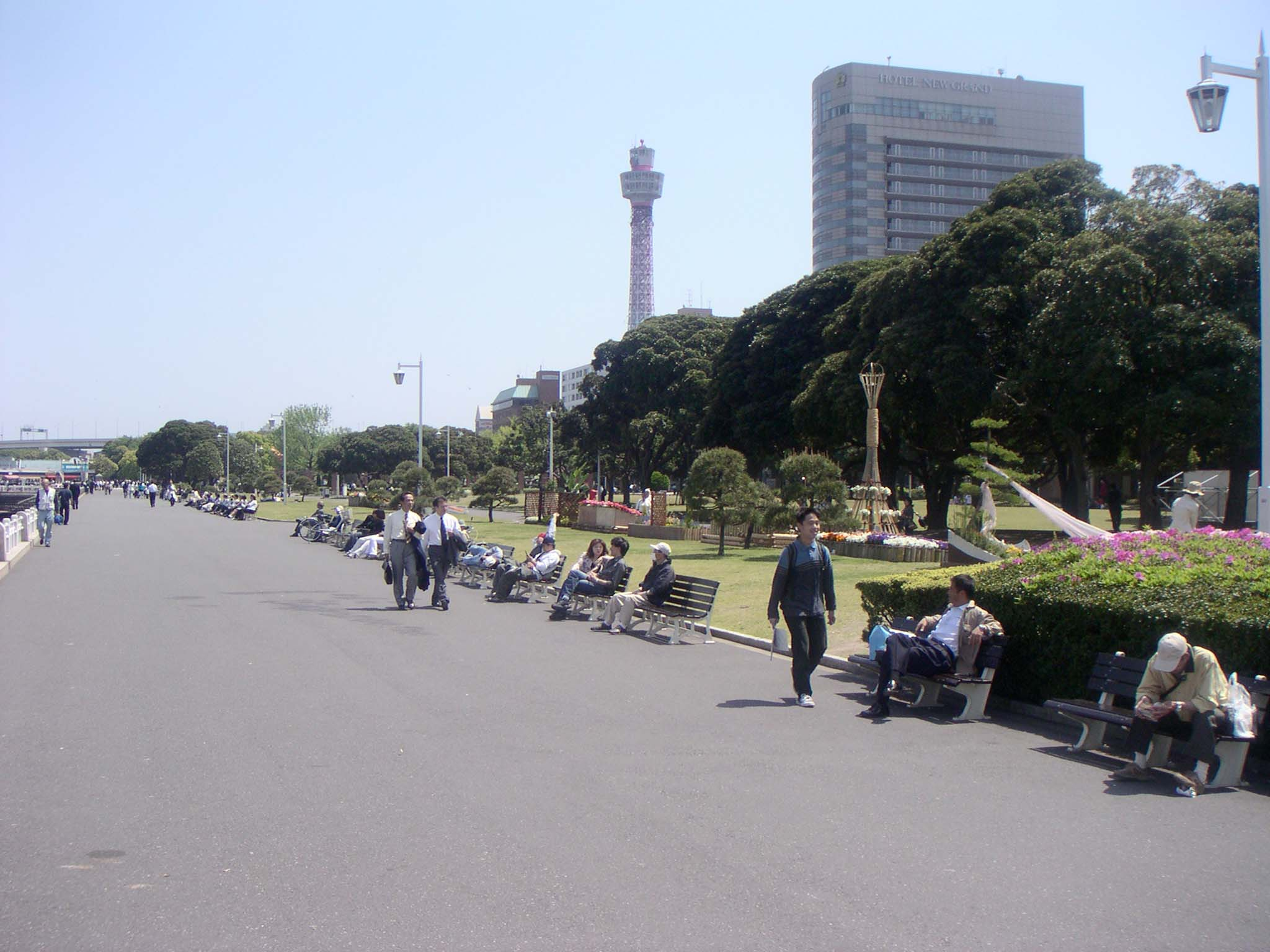
山下公園

## 登場人物

### 主角
- 津村希→紺谷希：土屋太鳳（5歳：渡邉木實（日语：渡邉このみ）、少女時代：松本來夢）（粵語配音：羅孔柔）

本劇主角。2006年春天與紺谷圭太結婚。

### 主角的家族

#### 津村家
- 津村徹：大泉洋（粵語配音：陳欣）

希的父親。
- 津村藍子：常盤貴子（幼少時代：采澤真實）（粵語配音：陸惠玲）

希的母親。舊姓：山本。
- 津村一徹：葉山獎之（4歳：杉園啓仁、幼少時代：木村聖哉（日语：木村聖哉））（粵語配音：陳灝瑋、陳琴雲（4歳））

希的弟弟。2003年與寺岡實結婚。
- 津村徹志：高橋來（10個月：三上颯太）（粵語配音：成瑤孆）

第127集起登場。一徹與實的長男。
- 羅貝爾·幸枝（ロベール幸枝）：草笛光子（粵語配音：雷碧娜）

第29－36集登場。藍子的母親，希與一徹的外婆。原名山本幸枝。
- 朱利安（Julien）：山多斯·安東尼（Santos Antoine）（粵語配音：李錦綸）

第36集登場。幸枝的法國籍丈夫。

#### 桶作家
- 桶作元治：田中泯（日语：田中泯）（粵語配音：黃子敬）
- 桶作文：田中裕子（粵語配音：林丹鳳）

好心讓津村一家暫時借住的夫婦（之後讓希一家以一個月13000圓的租金入住），經營鹽田的農家。希的代理祖父母。
- 桶作哲也：池內博之（粵語配音：蘇強文）

元治與文的兒子。
- 桶作栞（桶作しおり）：中村優子（日语：中村優子）（粵語配音：許盈）

第19集起登場。哲也的妻子。
- 桶作友美：恒松祐里（粵語配音：成瑤孆）

第19集起登場。哲也與琹的長女，高中二年級生。
- 桶作麻美：濱邊美波（粵語配音：廖杏茵）

第19集起登場。哲也與琹的次女，中學二年級生。

### 能登半島外浦的其他人們
位於能登半島的小漁村。希一家於1994年移居至當地時名為「外浦村」。2001年併入輪島市，改名為「輪島市外浦町」。

#### 藏本家
在外浦村經營美容院「春沙龍」。
- 藏本春（蔵本はる）：鈴木砂羽（日语：鈴木砂羽）（粵語配音：朱妙蘭）

一子的母親。美容師。
- 藏本浩一：篠井英介（日语：篠井英介）（粵語配音：馮錦堂）

一子的父親。
- 藏本一子：清水富美加（幼年時代：愛川葵）（粵語配音：陳皓宜）

希的同學。對東京充滿憧憬。

#### 寺岡家
- 寺岡真人：塚地武雅（搞笑組合「醉龍」）（粵語配音：蕭徽勇）

實的父親。郵務遞送員。
- 寺岡久美：布施絵理（日语：ふせえり）（粵語配音：沈小蘭）

實的母親。在桶作家的鹽田幫忙。
- 寺岡實（寺岡みのり）→津村實：門脇麥（幼年時代：水野綾女）（粵語配音：葉曉欣）

希的同學。一徹的妻子。

#### 角家
- 角慎一郎：鈴木石松（日语：ガッツ石松）（粵語配音：陳永信）

洋一郎的父親。為一名漁夫。
- 角洋一郎：高畑裕太（日语：高畑裕太）（幼年時代：大嶋康太）（粵語配音：李鎮然、袁淑珍（幼年時代））

希的同學。

#### 紺谷家
- 紺谷薰（紺谷かおる）（第4代紺谷彌太郎）：中村敦夫（粵語配音：盧國權）

圭太的祖父。石川縣漆器「輪島塗」的塗師。
- 紺谷博之：板尾創路（日语：板尾創路）（粵語配音：劉昭文）

圭太的父親。外浦村公所的公務員。2001年外浦村併入輪島市後，至石川縣政府任職，之後調回輪島市公所。希的上司。
- 紺圭太（第5代紺谷彌太郎）：山崎賢人（幼年時代：山崎佑馬）（粵語配音：鍾見麟、黃玉娟（幼年時代））

希的同學。2006年與希結婚。
- 紺谷匠：小山春朋（0歲：有山實俊）（粵語配音：蔡惠萍）

第129集起登場。圭太與希的雙胞胎中的長男。
- 紺谷歩實：横山芽生（日语：横山芽生）（粵語配音：何璐怡）

第129集起登場。圭太與希的雙胞胎中的長女。
- 紺谷康子（紺谷やす子）：藤本喜久子（日语：藤本喜久子）

第83，84集登場。彌太郎過世多年的妻子。照片演出。
- 紺谷直美：藤吉久美子（日语：藤吉久美子）（粵語配音：梁少霞）

第105集起登場。圭太的母親，博之的妻子。

### 輪島市的人們
- 二木高志：渡邊大知（幼年時代：土屋楓）（粵語配音：黃麗芳（幼年時代））

希的同學。
- 小原真紀（小原マキ）：中川翔子（粵語配音：鄭麗麗）

「春沙龍」的美容師。

#### 紺谷漆器
- 中谷修：九内健太（粵語配音：曹啟謙）

紺谷漆器的塗師。
- 井田和彦：鹽山誠司（粵語配音：鄧志堅）

紺谷漆器的塗師。
- 川端京子：田根樂子（日语：田根楽子）（粵語配音：蔡惠萍）

紺谷漆器的塗師。
- 岡野亞美：梶原光（粵語配音：吳羨婷）

紺谷漆器的塗師，輪島市體驗活動的参加者。

#### 甜點店「Petite Sorciere」顧客[8]
- 橋本朝子：細野今日子（日语：細野今日子）（粵語配音：林元春）

第124集起登場。自開店時就經常光顧的常客。
- 波多野都：本上真奈美（日语：本上まなみ）（粵語配音：曾秀清）

第128集登場。懷孕期間至輪島觀光途中來到店裡的雜誌編輯。
- 澤沙耶：飯豐萬理江（粵語配音：何寶珊）

第133集起登場。2015年的常客。

#### 輪島市的其他人們
- 田中光男：田中卓志（日语：田中卓志）（搞笑組合非女孩二人組（日语：アンガールズ））（粵語配音：李錦綸）

第13集登場。在2001年的夏日祭典中與真紀相識。
- 香苗（かなえ）：橋本愛實（粵語配音：曾佩儀）

第14集登場。小酒吧「懸崖（崖っぷち）」的老闆娘。
- 京極瑞葉（京極ミズハ）：内田慈（粵語配音：劉惠雲）

第19－24集登場。本名山田典子。2002年3月自東京移居輪島市的藝人。
- 福田裕司：永塚勤（日语：つぶやきシロー）（粵語配音：陳廷軒）

第31集登場。自栃木縣移居至輪島後，在輪島經營「福田農場餐廳」。
- 古川麻由子：筧美和子（粵語配音：廖杏茵）

第115－118集登場。洋一郎的相親對象。得知洋一郎仍然依戀著一子，主動放棄與洋一郎相親。
- 古川千佳子：藤彩子（粵語配音：黃麗芳）

第116－118集登場。麻由子的母親。在麻由子的洋一郎相親場合對同行的慎一郎的真誠態度極為仰慕，因而主動要求與慎一郎再見面。得知慎一郎仍然無法忘懷已過世的妻子，表示願意與慎一郎父子成為好友。
- 福島：小杉幸彦（日语：小杉幸彦）（粵語配音：林國雄）

第122、123集登場。小實的農會融資課同事。

#### 輪島市公所的相關人物
- 輪島市長：酒向芳（日语：酒向芳）（粵語配音：朱子聰）

第18集起登場。
- 若林君子（若林キミ子）：根岸季衣（日语：根岸季衣）（粵語配音：謝潔貞）

第18集起登場。輪島市公所的派遣清潔員，負責指導阿徹。
- 新谷浩介：山本圭祐（日语：山本圭祐）（粵語配音：胡家豪）

第19集起登場。輪島市公所職員。隸屬於產業振興課移住定住班，希的前輩。
- 廣瀨裕子：南千尋（日语：南千尋）（粵語配音：魏惠娥）

輪島市公所職員。希在產業振興課的前輩。

#### 輪島市體驗活動的参加者
- 安西隼人：六角精兒（日语：六角精児）（粵語配音：劉奕希）

第25－29集起登場。經營顧問公司。
- 山中道夫：平川和宏（日语：平川和宏）（粵語配音：潘文柏）
- 高槻賢治：和知龍範（粵語配音：林筠翔）

### 金澤市的人們
- 安達由香里（安達ゆかり）：光宗薰（粵語配音：李潤知）

第15、16集、140集登場。瑞士捲甲子園大賽的出賽者。
- 主持人：福澤朗（粵語配音：李錦綸）

第15、16集、60集登場。希出賽的瑞士捲甲子園大賽主持人。

### 橫濱的人們

#### 「Ma Cherie Chou Chou」與「天中殺」相關人物
- 池畑大悟：小日向文世（粵語配音：招世亮）

第16集起登場。法式西點店「Ma Cherie Chou Chou」主廚，希出賽的瑞士捲甲子園大賽評審。將小希做的瑞士捲評論得一文不值。之後希至大悟的店學習甜點的製作技藝。
- 池畑輪子：宮田涼（日语：りょう）（粵語配音：黃玉娟）

第39集起登場。大悟的再婚妻子。中國料理店老闆娘。
- 池畑大輔：柳樂優彌（粵語配音：李凱傑）

大悟與前妻的兒子。
- 池畑美南：中村由里香（粵語配音：凌晞）

輪子與前夫的女兒。希到「Ma Cherie Chou Chou」之後，與希成為好友。
- 淺井和也：鈴木拓（日语：鈴木拓）（搞笑組合「醉龍」）（粵語配音：關令翹）

第40集起登場。法式西點店「Ma Cherie Chou Chou」主廚。希的前輩。
- 矢野陶子：柊子（日语：柊子）（粵語配音：黃淑芬）

第40集起登場。法式西點店「Ma Cherie Chou Chou」第二主廚。希的前輩。
- 植田彌生：福田彩乃（粵語配音：劉惠雲）

第80集起登場。希的後輩員工。陶子離職後雇用的原區公所員工。個性笨拙經常出錯。
- 珍文棋：孫成順（日语：孫成順）[10]（粵語配音：馮志輝）

中國料理店「天中殺」主廚。
- 濱田：泉谷茂（日语：泉谷しげる）（粵語配音：葉振聲）

第68、72及73集登場。供應「Ma Cherie Chou Chou」製作甜點所需雞蛋的養雞場「花鳥風月」主人。

#### 「Ma Cherie Chou Chou」顧客
- 米田信二：市川新平（日语：市川しんぺー）（粵語配音：張錦江）

第40集登場。「Ma Cherie Chou Chou」關店之前光顧的的失婚公司員工。離婚的妻子及女兒即將移居新加坡，為了在她們離開之前一同享用蛋糕，拜託希代為拜託店內為他們製作蛋糕。
- 「Ma Cherie Chou Chou」常客：和泉茅渟（日语：和泉ちぬ）（粵語配音：黃麗芳）、藤木靜（粵語配音：蔡惠萍）
- 岸川節子：高田敏江（日语：高田敏江）（粵語配音：袁淑珍）

第43－44、47集登場。經常光顧「Ma Cherie Chou Chou」的老婦人常客。
- 淺井的前女友：酒井瞳（日语：酒井瞳）（粵語配音：何晶晶）

第67及69集僅在淺井手機簡訊的大頭貼中出現。第78集中與友人參加輪島漆器展示會。
- 榊原良治：船越英一郎（日语：船越英一郎）（粵語配音：葉振聲）

第85－87、89、90集起登場。為了挽回想要離婚的妻子，因此拜託「Ma Cherie Chou Chou」製作特製蛋糕。
- 榊原美里：藤田朋子（日语：藤田朋子）（粵語配音：謝潔貞）

第90集登場。良治的妻子。
- 女性顧客：川村惠美子（日语：川村エミコ）（搞笑組合「蒲公英」）（粵語配音：李潤知）

第92集登場。在店公休日帶著愛犬光顧的顧客。

### 「料理的巨人」相關人物
- 坂本：長谷川公彦（粵語配音：朱子聰）

第56－57集登場。美食雜誌記者。
- 西園寺一真：黄川田將也（粵語配音：陳耀楠）

第57－60集登場。以「甜點主廚界的王子」名號廣受大眾歡迎的新人甜點主廚。
- 道上：AMEMIYA（日语：AMEMIYA）（粵語配音：麥皓豐）

第58－60集登場。「料理的巨人」的節目導播。
- 助理導播：須田邦裕（日语：須田邦裕）（粵語配音：陳成港）

第58－60集登場。「料理的巨人」的助理導播。
- 「料理的巨人」發起者：山口馬木也（日语：山口馬木也）（粵語配音：葉振聲）

第60集登場。
- 評審：辻口博啓（日语：辻口博啓）、服部幸應（日语：服部幸應）、友吉鶴心、大乃国康（粵語配音：巫哲棋、譚炳文、（無對白）、劉昭文）

第60集登場。「料理的巨人」的評審。

### 「杯子蛋糕大賽」相關人物
- 仙道：大河原次郎（日语：シソンヌ）（搞笑組合「錫索訥（Sissonne）」）（粵語配音：黃啟昌）

第91、93－96集登場。廣告代理商「未來企劃」員工。
- 五十嵐：飯田基祐（日语：飯田基祐）（粵語配音：潘文柏）

第94－96集登場。大型連鎖超商「C Shop」廣告業務部長。
- 主持人：灘儀武（日语：なだぎ武）（粵語配音：李錦綸）

第95、96集登場。「杯子蛋糕大賽」的主持人。
- 助理：中村萌子（日语：中村萌子）（粵語配音：曾秀清）

第95、96集登場。「杯子蛋糕大賽」的助理。

### 其他人物
- 勝浦誠：長瀨馨（日语：ナガセケイ）

認為一子具有模特兒潛力的星探。之後因涉及詐欺案件遭到逮捕。照片演出。
- 三瓶（日语：三瓶）：本人飾演

刊載勝浦誠特集的雜誌「娛樂月刊」的封面人物。
- 藝伎：奧山奈奈（日语：奥山奈々）

第8集登場。希與彌太郎造訪金澤的工房時遇見的當地藝伎。
- 篠山巻信：篠山輝信（日语：篠山輝信）（粵語配音：張裕東）

第25集登場。播出希擔任企劃的「移居體驗活動」地方有線電視台節目「WAJIMA MANDE」主播。
- 高志的樂團朋友：岡本啓祐、宮田岳（搖滾樂團「切爾西黑貓」[注 1]）

第26集登場。與高至一同造訪沙龍店「春」的樂團團員。
- BEGIN (樂隊)（日语：BEGIN (バンド)）：本人飾演

第49集登場。2002年大晦日在桶作家電視中播出的第53屆NHK紅白歌唱大賽裡表演的樂團。
- 搞笑組合「Knights（日语：ナイツ (お笑いコンビ)）」（塙宣之、土屋伸之）：本人飾演（粵語配音：張方正、李致林）

第58集登場。希及大悟到MHK電視台參加「料理的巨人」錄影時與他們擦身而過的搞笑藝人。
- 宅配業者：康本將輝

第65集登場。負責「Ma Cherie Chou Chou」的商品宅配。
- 時裝店員工：向里憂香、岩井舉士朗、久保龍一（日语：久保龍一）

第69集起登場。一子在大阪任職的時裝店同事。
- 展示會參訪者：廣正裕子、派崔克·藍勃（Patrick Lambert）、矢吹春奈

第78集登場。於橫濱舉辦的蛋糕與輪島漆器聯合展示會參訪者。
- 結衣：江守沙矢（日语：江守沙矢）（粵語配音：廖杏茵）

第87集登場。一子的夜店同事。
- 木下：菊池聰（日语：スマイリーキクチ）

第93集登場。一子任職的夜店常客。
- 新聞主播：七緒原妃（日语：七緒はるひ）（粵語配音：蔡惠萍）

第97、98集登場。播報安西遭到逮捕的新聞。聲音演出。
- 安德烈：阿諾·L（Arno L）

第100、101、107、108集登場。來自法國的廣告公司藝術指導。
- 渡邊：本田大輔（日语：本田大輔）（粵語配音：麥皓豐）

第100、101、107、108集登場。安德烈的口譯人員。
- 澤葉子：峯村理惠（日语：峯村リエ）（粵語配音：許盈）

第136集登場。沙耶的母親。
- 前田千里：森脇英理子（日语：森脇英理子）（粵語配音：詹健兒）

第140集登場。在「媽媽法式糕點大賽」中贏得優勝的參賽者。

## 製作群
- 劇本：篠崎繪里子
- 音樂：澤野弘之
- 主題曲：「希空〜まれぞら〜」（1號曲作詞：土屋太鳳，2號曲作詞：谷上碧、谷上雪，作曲：澤野弘之）[11][12]
- 劇中歌曲（部份）：「また会おう」（我們再見個面吧）（作詞、作曲、主唱：渡邊大知）；「I am here」（主唱：内田慈，原曲：minakumari）
- 製作統括：高橋練
- 製作人：長谷知記
- 導演：渡邊一貴、一木正惠、西村武五郎、川上剛、村橋直樹、保坂慶太
- 西點製作指導：辻口博啓
- 輪島方言指導：鹽山誠司
- 鹽田作業指導：角花豐
- 輪島漆器指導：稻木正伸、大崎庄右衛門
- 美容指導：中川勝利
- 合唱指導：河合夕子
- 太極拳指導：内田愛
- 占卜指導：八木智美
- 法語指導：杉山利惠子
- 醫學指導：内山真一郎
- 服裝洽借協調：高山繪梨
- 美術：西川彰一
- 編輯：佐藤秀城
- 技術：大須賀弘之
- 音響效果：佐佐木敦生
- 記錄：岡崎正亮
- 攝影：大和谷豪
- 音聲：井上裕一
- 美術進行：佐藤綾子
- 照明：木村中哉
- 映像技術：吉永勇
- 旁白：戶田惠子（卡通人物「魔女公主」）香港旁白：林元春
- 副聲道解説：松田佑貴
- 「希1週回顧及希5分鐘搶先看」（まれ1週間&5分でまれ）主持人：守本奈實（NHK主播）→森花子（NHK主播，第24週～）

## 播出日期
| 各週                                                     | 集數    | 播出日期         | 篇章             | 日文標題 | 中文                   | 導演       |
| -------------------------------------------------------- | ------- | ---------------- | ---------------- | -------- | ---------------------- | ---------- |
| 1                                                        | 1-6     | 3月30日－4月4日  | 能登篇 （第1部） |          | 魔女公主生日蛋糕       | 渡邊一貴   |
| 2                                                        | 7-12    | 4月6日－4月11日  | 能登篇 （第1部） |          | 告白泡芙               | 渡邊一貴   |
| 3                                                        | 13-18   | 4月15日－4月18日 | 能登篇 （第1部） |          | 畢業瑞士卷             | 渡邊一貴   |
| 4                                                        | 19-24   | 4月20日－4月25日 | 能登篇 （第1部） |          | 再見櫻花麻糬           | 一木正惠   |
| 5                                                        | 25-30   | 4月27日－5月2日  | 能登篇 （第1部） |          | 熱情千層派             | 一木正惠   |
| 6                                                        | 31-36   | 5月4日－5月9日   | 能登篇 （第1部） |          | 母女胡蘿蔔蛋糕         | 一木正惠   |
| 7                                                        | 37-42   | 5月11日－5月16日 | 橫濱篇           |          | 橫濱超辣小蛋糕         | 渡邊一貴   |
| 8                                                        | 43-48   | 5月18日－5月23日 | 橫濱篇           |          | 危機的聖誕蛋糕         | 西村武五郎 |
| 9                                                        | 49-54   | 5月25日－5月31日 | 橫濱篇           |          | 再次出發的訂婚蛋糕     | 西村武五郎 |
| 10                                                       | 55-60   | 6月1日－6月6日   | 橫濱篇           |          | 一擊逆轉的鬆餅         | 一木正惠   |
| 11                                                       | 61-66   | 6月8日－6月13日  | 橫濱篇           |          | 戀愛泥沼巧克力         | 渡邊一貴   |
| 12                                                       | 67-72   | 6月15日－6月22日 | 橫濱篇           |          | 激情的卡士達醬         | 西村武五郎 |
| 13                                                       | 73-78   | 6月22日－6月27日 | 橫濱篇           |          | 命中註定的64％可可     | 川上剛     |
| 14                                                       | 79-84   | 6月29日－7月4日  | 橫濱篇           |          | 窮途末路的巧克力板     | 一木正惠   |
| 15                                                       | 85-90   | 7月6日－7月11日  | 橫濱篇           |          | 以下剋上的零食蛋糕     | 渡邊一貴   |
| 16                                                       | 91-96   | 7月13日－7月18日 | 橫濱篇           |          | 絕交的超商甜點         | 西村武五郎 |
| 17                                                       | 97-102  | 7月20日－7月20日 | 橫濱篇           |          | 終極選擇的車輪泡芙     | 一木正惠   |
| 18                                                       | 103-108 | 7月27日－8月1日  | 能登篇 （第2部） |          | 父母心的瑞士卷         | 村橋直樹   |
| 19                                                       | 109-114 | 8月3日－8月8日   | 能登篇 （第2部） |          | 退休洋芋餅             | 渡邊一貴   |
| 20                                                       | 115-120 | 8月10日－8月15日 | 能登篇 （第2部） |          | 男人們的週末蛋糕       | 西村武五郎 |
| 21                                                       | 121-126 | 8月17日－8月22日 | 能登篇 （第2部） |          | 再次復活的墨角蘭蛋糕   | 一木正惠   |
| 22                                                       | 127-132 | 8月24日－8月29日 | 能登篇 （第2部） |          | 里昂枕頭巧克力寶寶誕生 | 保坂慶太   |
| 23                                                       | 133-138 | 8月31日－9月5日  | 能登篇 （第2部） |          | 總是失敗的蘋果塔       | 渡邊一貴   |
| 24                                                       | 139-144 | 9月7日－9月12日  | 能登篇 （第2部） |          | 女人難為的慕斯         | 西村武五郎 |
| 25                                                       | 145-150 | 9月14日－9月19日 | 能登篇 （第2部） |          | 倒數的比賽蛋糕         | 一木正惠   |
| 26                                                       | 151-156 | 9月21日－9月26日 | 能登篇 （第2部） |          | 小希的結婚蛋糕         | 渡邊一貴   |
| 平均收視率 19.4%（收視率由Video Research於關東地區統計） |         |                  |                  |          |                        |            |

## 衍生作品
2015年9月11日於NHK播出的衍生劇《小希〜再次見面特別篇〜》製作發表。
前篇《我與她的夏季藍調》
後篇《一子之戀〜洋一郎第25年的決定〜》

## 外部連結
- NHK官方網站（日語）
- 緯來日本台官方網站 （页面存档备份，存于）（繁體中文）
- 互联网电影数据库（IMDb）上《小希》的资料（英文）

| 日本 NHK 連續電視小說            | 日本 NHK 連續電視小說           | 日本 NHK 連續電視小說 |
| -------------------------------- | ------------------------------- | --------------------- |
|                                  | （2015年3月30日－9月26日）      |                       |
| （2014年9月29日－2015年3月28日） | （2015年9月28日－2016年4月2日） |                       |

| 臺灣 緯來日本台 每週一至五 21:00 - 21:58 · 12月29日 20:00 - 22:00 · 12月30日起 20:00 - 21:00 · 1月1日 暫停播映 | 臺灣 緯來日本台 每週一至五 21:00 - 21:58 · 12月29日 20:00 - 22:00 · 12月30日起 20:00 - 21:00 · 1月1日 暫停播映 | 臺灣 緯來日本台 每週一至五 21:00 - 21:58 · 12月29日 20:00 - 22:00 · 12月30日起 20:00 - 21:00 · 1月1日 暫停播映 |
| --- | --- | --- |
| | （2015年11月12日－2016年1月25日）                                                                              | |
| （2015年10月29日－11月11日）                                                                                   | 戀未滿 （2016年1月26日－2月5日）                                                                               | |

| 香港 無綫網絡電視日劇台 星期一至五 13:30 - 14:00、16:30 - 17:00、19:30 - 20:00及22:30 - 23:00 · 4月18日起星期一至四 15:00 - 15:30、18:00 - 18:30及21:00 - 21:30 | 香港 無綫網絡電視日劇台 星期一至五 13:30 - 14:00、16:30 - 17:00、19:30 - 20:00及22:30 - 23:00 · 4月18日起星期一至四 15:00 - 15:30、18:00 - 18:30及21:00 - 21:30 | 香港 無綫網絡電視日劇台 星期一至五 13:30 - 14:00、16:30 - 17:00、19:30 - 20:00及22:30 - 23:00 · 4月18日起星期一至四 15:00 - 15:30、18:00 - 18:30及21:00 - 21:30 |
| --- | --- | --- |
| | （2016年4月4日－8月11日） | |
| （13:30-15:30） （2016年4月1日） | （2016年8月15日－12月14日） | |
| 香港 無綫電視J2 每日 18:00 - 18:30 · 5月26日及7月27日暫停播映                                                                                                   | | |
| （18:00-19:00） （2018年5月1日－5月18日）（18:00-19:00） | （2018年5月21日－8月8日） | （2018年8月9日－10月25日） |

| 臺灣 緯來日本台 每週一至五 18:00 - 19:00 | 臺灣 緯來日本台 每週一至五 18:00 - 19:00 | 臺灣 緯來日本台 每週一至五 18:00 - 19:00 |
| ---------------------------------------- | ---------------------------------------- | ---------------------------------------- |
|                                          | （2018年2月21日－2018年5月10日）         |                                          |
| 未知                                     | 大姊當家 （2018年5月11日－）             |                                          |

| 臺灣 大愛電視 週一至週五 21:00 - 21:30     | 臺灣 大愛電視 週一至週五 21:00 - 21:30 | 臺灣 大愛電視 週一至週五 21:00 - 21:30 |
| ------------------------------------------ | -------------------------------------- | -------------------------------------- |
|                                            | （2023年3月13日－2023年6月28日）       |                                        |
| 半邊藍天 （2022年11月23日－2023年3月10日） | 夏空 （2023年6月29日－2023年10月16日） |                                        |